# Ritratto di Juliette
Il Ritratto di Juliette (Portrait de Juliette) è un quadro dipinto dal pittore francese Gustave Courbet intorno al 1842. Quest'olio su tela è un ritratto a mezzobusto che ritrae la sorella dell'artista, Juliette Courbet, di profilo. Acquistato per 210.000 euro da un privato alla fine di una raccolta di fondi avviata all'inizio del 2019, l'opera è conservata attualmente al museo Courbet di Ornans.

## Descrizione
Il quadro ritrae Juliette Courbet quando aveva tra i dodici e i tredici anni, e venne dipinto quando l'artista era ventitreenne. Esistono altri dipinti che ritraggono la giovane in vari musei del mondo: questo si colloca a livello cronologico dopo due tele, una conservata a Wuppertal, in Germania, e l'altra al museo nazionale delle belle arti di Buenos Aires, e prima di una tela conservata al Petit Palais di Parigi. A differenza di queste opere, questo ritratto di Juliette Courbet rimase in mani private per moltissimo tempo, ragion per cui non comparve in molti cataloghi delle opere dell'artista. Sul retro della tela è presente la dedica "A ma soeur Juliette" ("A mia sorella Juliette").